# BCM Europearms Extreme TMR
Il BCM Europearms modello T.M.R.  è un fucile di precisione/competizione lunga distanza, la sigla TMR sta per Tactical Medium Rifle.
Il TMR utilizza un'azione in acciaio inossidabile 17/4 ph, la calciatura è sintetica integrale o folding A.I.C.S. (Accuracy International Chassis System). È dotato di caricatore A.I.C.S. da 5 o 10 colpi, scatto regolabile Jewell BR o HVRS, monta canne Super - Match Grade a scelta tra Pac Nor, Border o Broughton. Il pad della calciatura è regolabile. Monta un monopiede Accu-Shot, un bipiede A.I.C.S. e slitta NVD Badger Ordnance per inserire l'ottica. Viene prodotto in vari calibri.

## Galleria d'immagini

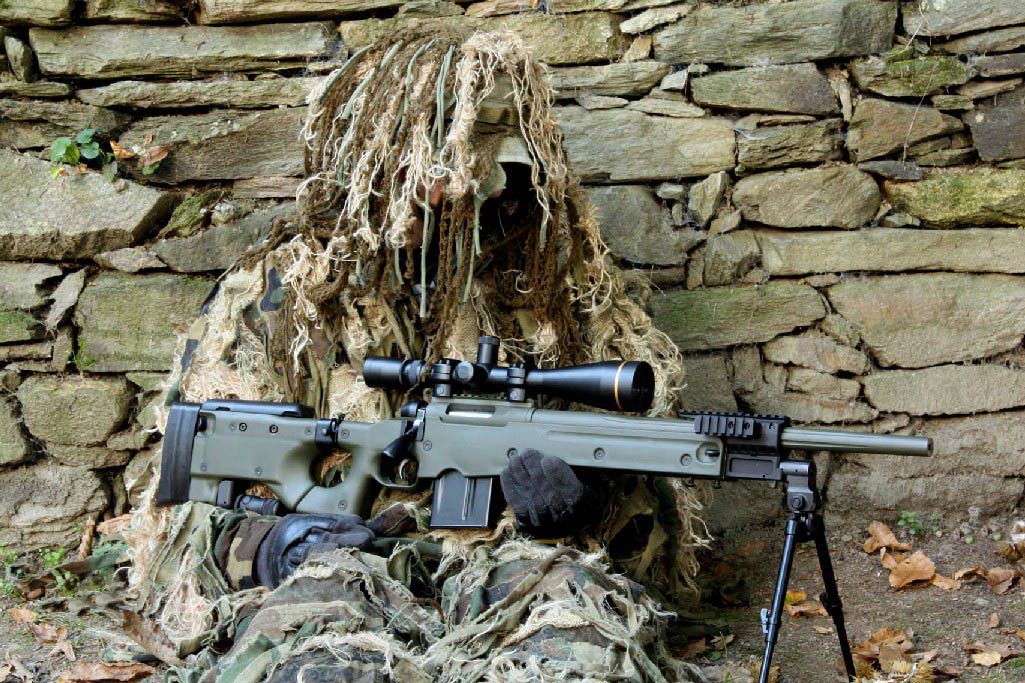
BCM Europearms TMR ambientato
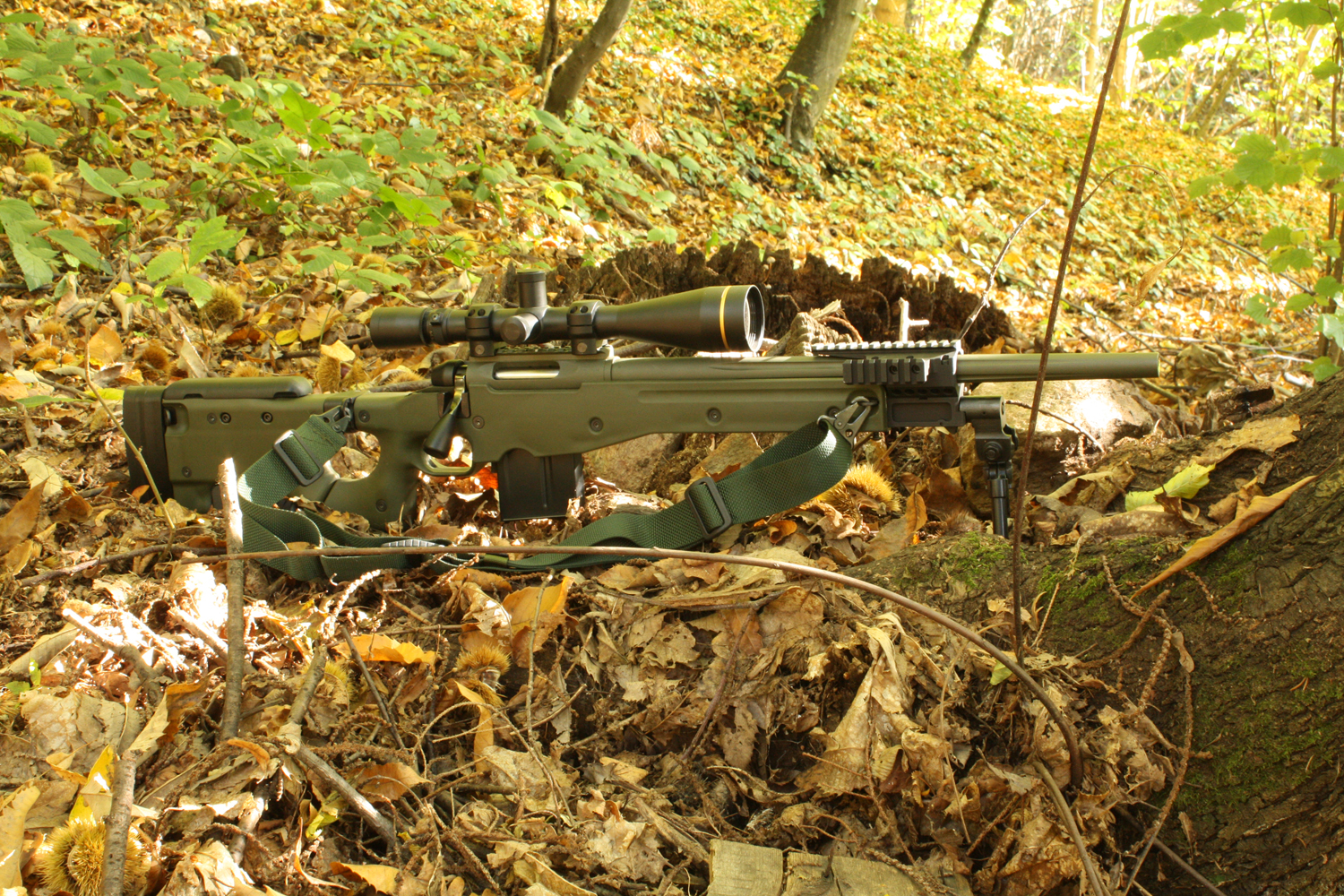
BCM Europearms TMR ambientato
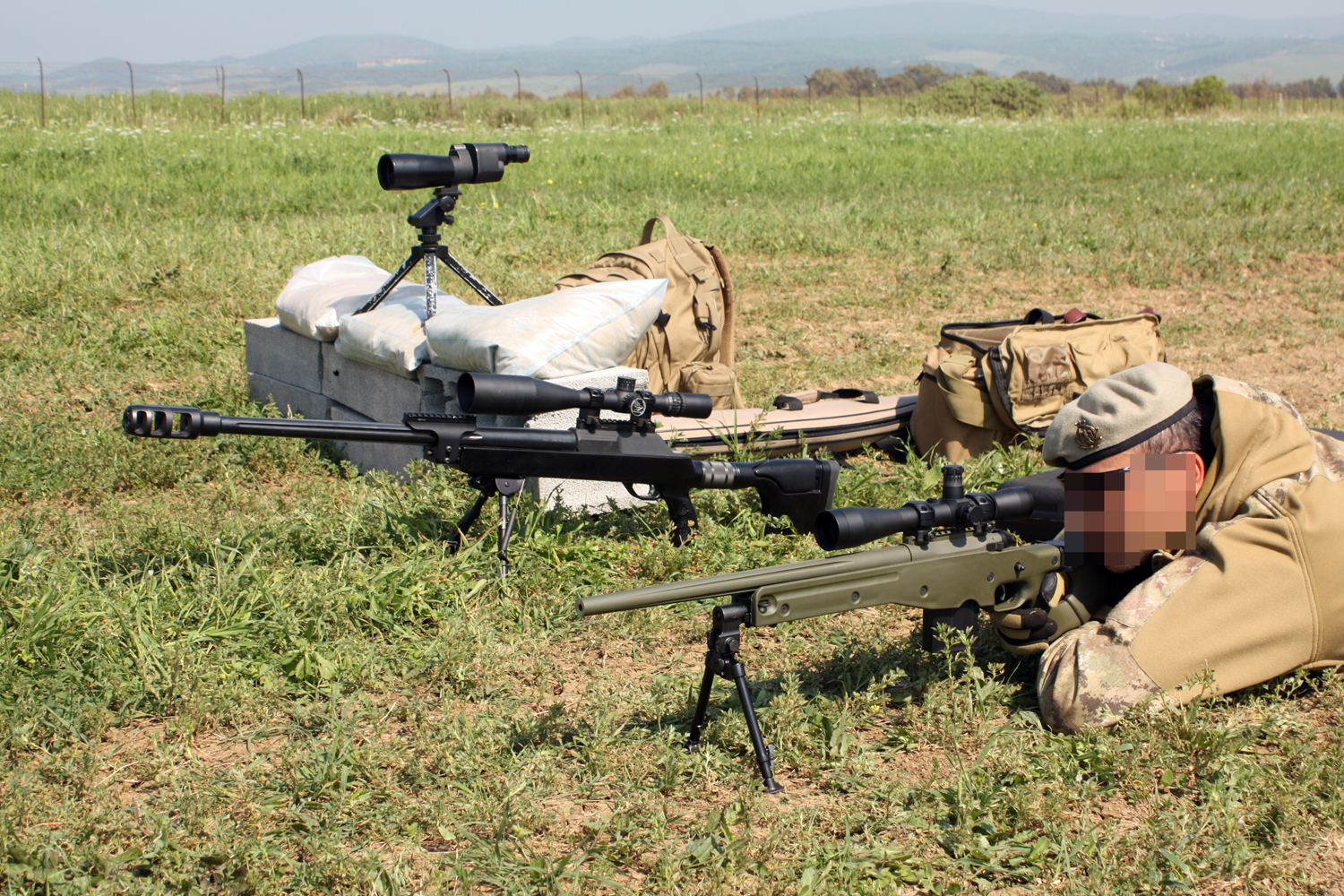
Il TMR durante un test militare, sullo sfondo l'Extreme STD sempre della BCM Europearms
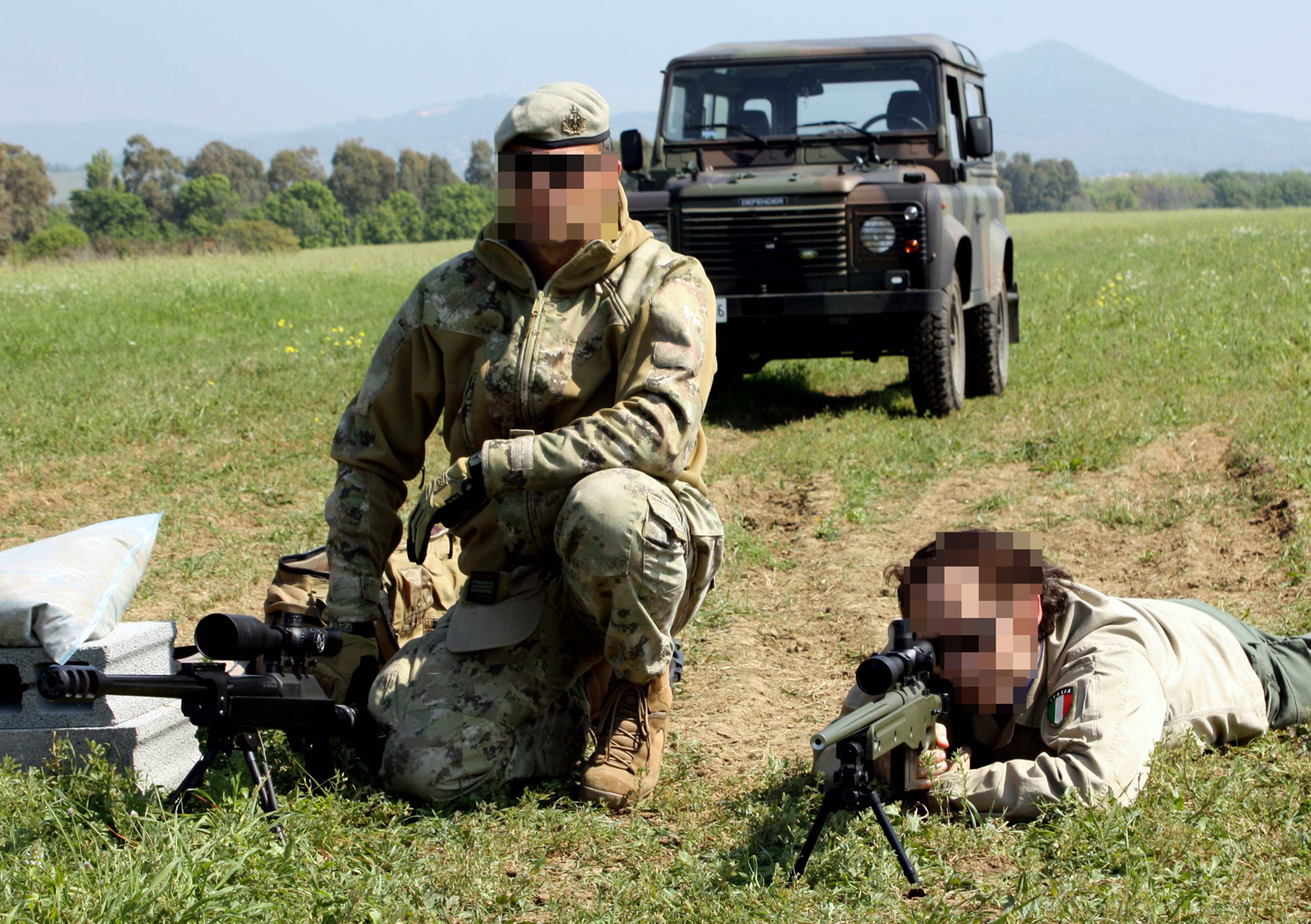
Il TMR durante un test militare